# 李林甫
李 林甫（り りんぽ、永淳2年/弘道元年（683年） - 天宝11載11月24日（753年1月3日））は、唐代玄宗朝の政治家であり、唐朝の宗室出身。貴族派の代表として、張九齢など科挙出身者の派閥との権力抗争に勝ち、その後も他の政治家たちを謀略の末に追い落とし、19年も宰相の地位にあった。しかし、楊貴妃のいとこである外戚の楊国忠との権力争いに苦戦し、死後に庶民の地位に落とされた。安史の乱の遠因をつくるなど、唐王朝を衰退に向かわせたとされる。
李淵（唐の高祖）の祖父である李虎の五世孫にあたり、李淵の従弟にあたる長平王李叔良の孫。絵画の名手として知られた李思訓の弟の李思誨の子にあたる。兄は李林宗、子に李岫・李崿・李嶼・李崪がいる。

## 生涯

### 宰相への道
隴西郡の出身。小字は哥奴。
音律と絵画に通じ、母の兄弟の姜皎に深く愛されたと伝えられる。『李林甫外伝』によると、20歳まで書を読まず、狩猟や蹴鞠を好み、洛陽で休むことなく遊んでいた。しかし、ある日、庫部郎中であった従叔父（父の従弟）のところに赴いて、才能が認められ、官職についたと伝えられる。
開元14年（726年）、御史中丞として、御史大夫の崔隠甫・同僚の宇文融とともに科挙派の首領の張説の弾劾に加わっている。その後、刑部侍郎、吏部侍郎を歴任する。
李林甫は表面は柔和であるが、ずるがしこく計算高く、宦官や后妃の家と結んで玄宗の意を探ったために、奏上することが全て旨にかなったという。そのため玄宗から信頼されたと伝わる。
さらに、玄宗に寵愛を受けていた武恵妃と組み、その子の李瑁の後ろ盾になることを誓ったため、黄門侍郎に抜擢されたと言われる。開元22年（734年）には、礼部尚書に昇進し、宰相となる。この時、張説から科挙派の首領を継いでいた張九齢から反対があったため、張九齢と敵対することになった。しかし、李林甫は張九齢に偽って、へりくだったと伝わる。

### 宰相間の権力闘争
その後、戸部尚書、兵部尚書を歴任する。開元24年（736年）には、張九齢・裴耀卿の反対がある中で、玄宗の意を読み、洛陽から長安への帰還を勧め、実行させる。
また、玄宗が朔方節度使の牛仙客を尚書に任じようとした時に、張九齢が猛烈に反対し、玄宗の怒りを買うことがあった。李林甫は「張九齢は書生で大きなかたちに通じていません。才能があるなら、学問は必要ありません。天子が用いてはいけない道理がないでしょう」と、玄宗に語ったといわれる。
その頃、太子李瑛・鄂王李瑶・光王李琚が母が武恵妃に玄宗の寵愛を奪われた件で集まって恨み言を言っていたことが露見し、武恵妃が玄宗に訴えるという事件が起きた。玄宗は宰相を集め、李瑛の廃立を建議したが、張九齢は猛反対した。李林甫は何もいわず、下がってから宦官に「これは主上の家事であるから、他者が語るところではない」と伝えた。さらに、張九齢と仲がよかった厳挺之の離縁した妻の夫の王元琰の贈賄事件にからめ、朋党をなした名目で張九齢・裴耀卿の実権を奪うことに成功する。厳挺之は左遷。王元琰は流刑となった。
李林甫は中書令を兼ね、牛仙客も宰相となった。これから、朝廷の臣は保身に入り、直言するものはなくなったという。李林甫は堂々と諫官を集め、「多言する必要はない。杖の側に立つ馬は、一声鳴けば追い出されるであろう。それから後悔しても手遅れなのだ」と語った。
開元25年（737年）、監察御史の周子諒が牛仙客を宰相の器ではないと、讖書を引き合いにだしたため、玄宗が怒って周子諒を打ち殺す事件があった。李林甫は周子諒が張九齢の推薦した人物であることを理由に荊州長史に左遷させた。
玄宗は李林甫が容喙してこないことを確認した上で、太子李瑛・李瑶・李琚を庶人とし、さらに自殺を命じた。李林甫は晋国公に任じられた。この年に律令の改定を行い、「唐律」とその注釈書「疏議」を完成する。この頃、租庸・防丁・和糴などの毎年の報告を50万枚以上もの書類が要していたものを州ごとに2枚で済むように改変している。

### 国政壟断と大獄
開元26年（738年）、河西節度使を兼ねる。しかし、前年12月に武恵妃が死んだため、玄宗の心は揺らいでいた。李林甫は李瑁を太子に立てることを勧めたが、高力士が李璵を太子にすることを勧めたため、李璵が太子となる。同年、官制に関する官選書「大唐六典」が完成し、注の編集者となっている。
開元27年（739年）、吏部尚書を兼ね文武官僚の人事権を握ることになる。その人事は格式を守った年功序列であり、才能があっても特別の昇進をすることはなかった。しかし、ずるがしこく立ち回れるものは格別の昇進をしたといわれる。また、牛仙客とはかり、近隣の税を上げて物資を関中に集め、数年で食糧は豊かとなった。ために、玄宗が洛陽巡幸をしないですむようになったといわれる。
天宝元年（742年）には右相となり、その後、玄宗の気にいった人物を遠ざけることに腐心し、盧絢・厳挺之・斉澣を洛陽に追いやり、裴寛を左遷させる。
天宝三載（744年）、玄宗は高力士に「長安を出ずに十年近く、何事も無かった。李林甫に政治の全てを委ねようと思うが」と問い、反対した高力士が玄宗の怒りを買うほど、信頼を受けていた。
天宝四載（745年）、刑部尚書の裴敦復を左遷。楊貴妃のまたいとこの楊釗や王鉷・吉温・羅希奭などを腹心として使い始める。天宝五載（746年）には、陳希烈が柔和で扱いやすいので宰相にし、全て李林甫が自邸で国事を決することとなった。
同年から、翌、天宝六載（747年）にかけて、李林甫の謀略により、皇太子李璵の周辺の人物や李林甫が嫌っていた人物を中心が数多く陥れられた。杜有隣らは処刑され、韋堅・皇甫惟明・李邕・裴敦復らは左遷させられた上で殺され、李適之・王琚が自殺に追い込まれた。裴寛・李斉物・王忠嗣らも左遷させられている。李林甫のために働いた楊慎矜も玄宗の意にかなってきたため、冤罪により自殺に追い込まれた。その後も皇太子の引きずりおろしに腐心し、楊釗らに皇太子に関係する人物を弾劾させ、罪をかぶせられた家は数百家にものぼった。
天下の貢ぎ物全てが李林甫に与えられ、玄宗が朝廷に出ない日は、官僚は全て李林甫の自邸に集まり、役所には陳希烈がただ一人でいる状態となったといわれる。また、玄宗が人材を求めて、一芸以上に通じるものを集めようとしたが、在野の士が反対勢力になるのを怖れ、厳しく試験するように建言した。そのため、及第するものは一人もいなかった。李林甫は在野に遺賢がいないことを祝賀した。

### 果てなき権勢の落日
李林甫は、節度使の軍功を建てた者が中央で宰相となるものを防ぐために、府兵制の破綻という背景も手伝って、節度使に異民族出身者（蕃将）を抜擢するようにと、「文臣は将となれば臆病で役に立たない。寒門や胡人を用いれば、よいでしょう。胡人は勇敢で戦いに慣れており、寒門のものは孤立して派閥がありません。恩を与えれば、命を捨て朝廷のために働いてくれるでしょう」と奏上した。玄宗は同意し、節度使に安禄山・安思順・哥舒翰・高仙芝ら蕃将を用いた。これがのちの安史の乱の遠因となったと言われる。
天宝八載（749年）、咸寧太守の趙奉璋が李林甫の罪を告発したが、告発が届く前に御史に命じて、趙奉璋を殺させた。また、府兵制の崩壊により、折衝府の軍が形骸化していたため、その魚書を廃止した。折衝府は兵はいない状態となり、官吏だけになった。
天宝九載（750年）、吉温が権勢が強くなっていた楊釗につき、李林甫にとって代わることが画策され始める。腹心の刑部尚書蕭炅・御史大夫宋渾は左遷させられ、李林甫も救うことができなかった。だが、この年は符瑞が続き、朝臣の邸宅を道観にして、玄宗の長寿を祝そうと請い、玄宗に喜ばれている。
天宝十載（751年）、朔方節度使を兼ねる。天宝十一載（752年）、朝廷は貴族や大商人らが江淮地方の悪銭5枚を良銭1枚と替え、長安で使用して民間を困らせているという弊害対策に、国庫から銭を出し悪銭を回収していた。李林甫はこのとき、悪銭使用を禁じようと、1ヶ月間の回収期間を取り、持ってこないものは罰した。しかし、商人たちが反対し、楊国忠（楊釗）に訴えたために取りやめになった。結局、元の状態に戻ってしまったという。
さらに、朔方副節度使に任命した突厥の阿布思が安禄山と反目し、反乱を起こす事件が起きた。また、腹心の王鉷が弟の関係した反乱事件に巻き込まれた。李林甫は王鉷を救おうとしたが、楊国忠・陳希烈の意見が通り、王鉷は死刑を命じられた。この成り行きを恐れた李林甫は、自ら朔方節度使を辞退することになる。
楊国忠は李林甫が王鉷・阿布思の反乱に関わっていたと誣告し、陳希烈・哥舒翰も同様の証言をした。玄宗はこの時から、李林甫を疎んじるようになった。李林甫は、楊国忠の主導した南詔討伐が何度も失敗し、楊国忠が剣南節度使を兼ねていたため、任地に赴かせようとした。玄宗は楊国忠に赴くように促したが、李林甫の病は重くなっており、玄宗を拝することすら出来なくなっていた。楊国忠は途中で呼び返され、李林甫に会った。李林甫は涙を流し、楊国忠に後事を託し、死ぬ。太尉・揚州大都督に追封された。
しかし、天宝十二載（753年）、楊国忠は安禄山・陳希烈とともに「李林甫は阿布思と共謀していた」と誣告した。李林甫の婿の楊斉宣が後難を恐れて証言し、李林甫は官職剥奪のうえ庶民の地位に落とされ、子の李岫をはじめとする子孫は配流され、財産は没収となった。棺桶は庶民のものに代えられ、李林甫の党と見做された者も左遷させられた。
「真綿に針を包むごとし」と人評され、奸臣の代表とされる。

## エピソード
- 若い頃、司門郎中の官位を求めたが、当時、侍中であった源乾曜から「郎官は才能、人望高いものにしか与えられない」として拒絶され、国子司業に就任した話が残っている。後に宰相になったとき、学生たちが国子監の時の功績を称える碑を建てようとしたが、李林甫はそのような功績はないとしたため、取りやめになった話も伝わっている。
- 陰で人を疑い嫌い中傷したが、顔色や言葉にあらわさず、人にそれを悟られることがなかった。玄宗の信頼を受けたもので李林甫の門下でないものは始めは親密にし、地位が自分に迫り始めた時に、陰謀で失脚させた。逃れられるものはなかったといわれる。そのため、「口に蜜あり腹に剣あり」（『資治通鑑』）と言われた。
- 有能な地方官が中央政府に登用されようとすると、任官準備のため病気休暇を取って準備するように勧め、当人が従うと中央にはその者は病気がちで中央の激務に耐えられないと奏上した。この策略により任官を妨害したため、中央には有為な人材が集まらなくなった。
- 父のあまりの権勢を恐れた息子の李岫が、李林甫と散歩した時、人夫を指さし、「長く権勢を握り、恨みは天下に満ちています。いったん、災いがあったらこうなりたいと思ってもできるでしょうか」と尋ねた。李林甫は「勢いがここまで来た以上、もはやどうすることもできない」と答えたという。
- 刺客に襲われることを恐れ、外出には百人以上の護衛をつれて歩いた。また、家の中では門や壁を数重にし、地べたを全て石畳にした。夜中にしばしば寝床を変え、家人ですらその居場所を知るものはなかったという。
- 宰相が従者を数多く引き連れる習慣は、李林甫から始まったと言われる。
- 安禄山は李林甫に対し、はじめ少し礼節を欠いていた。そのため、安禄山と同僚で大夫となっている王鉷を召した。王鉷は恭しい態度をとったため、安禄山も同様の態度をとるようになった。安禄山は李林甫だけを恐れ、会う度に冬でも汗をかいたという。安禄山は范陽に帰っても、李林甫の動向をいつも気にしていたと伝えられる。
- 学問はさほどではなく、字の読み間違い、書き間違いの話が伝えられている。
- 息子は李岫ら25人、娘は25人いたと伝わる。
- 作者不明（唐代の作と伝えられる）の伝記・『李林甫外伝』には、李林甫が道士に見いだされたが、仙人になることを拒絶して、20年の宰相の地位を選ぶ話が伝わっている。結局、李林甫は600年の後に仙人になることが約束されており、仙人が人界に一時的におりたった姿とされる。そのため、安禄山も会う度に恐懼したという内容になっている。
- 長安にある菩提寺の僧に誕生日に己の邸宅に来てもらい、斎会を開いていた。その布施の鞍は銭七万もし、『宝骨』という釘に似たものは一千万もしたという。
- 開元年間末に、兄の李林宗を通じて、接触してきた日本僧、栄叡・普照の懇願により、国法で禁じられた海外渡航である日本渡航のために便宜を図っている。これが鑑真招致につながることになった。
- 絵画にすぐれ、伯父の李思訓・父の李思誨・従兄の李昭道・甥の李湊とともに、『歴代名画記』にその名を残している。『歴代名画記』の著者である張彦遠に「甚だ佳し」と評されている。また、詩人の高適もその絵を絶賛した詩を李林甫に贈っている。
- 父の李思誨は、朝散大夫となり、垂拱年間に揚州参軍に任じられている。死後に礼部尚書が贈られた。

## 伝記資料
- 『旧唐書』巻百六 列伝第五十六「李林甫伝」
- 『新唐書』巻二百二十三上 列伝第百四十八 「姦臣上・李林甫伝」
- 『資治通鑑』
- 無名氏『李林甫外伝』
- 段成式『酉陽雑俎』